# Miss Colombie

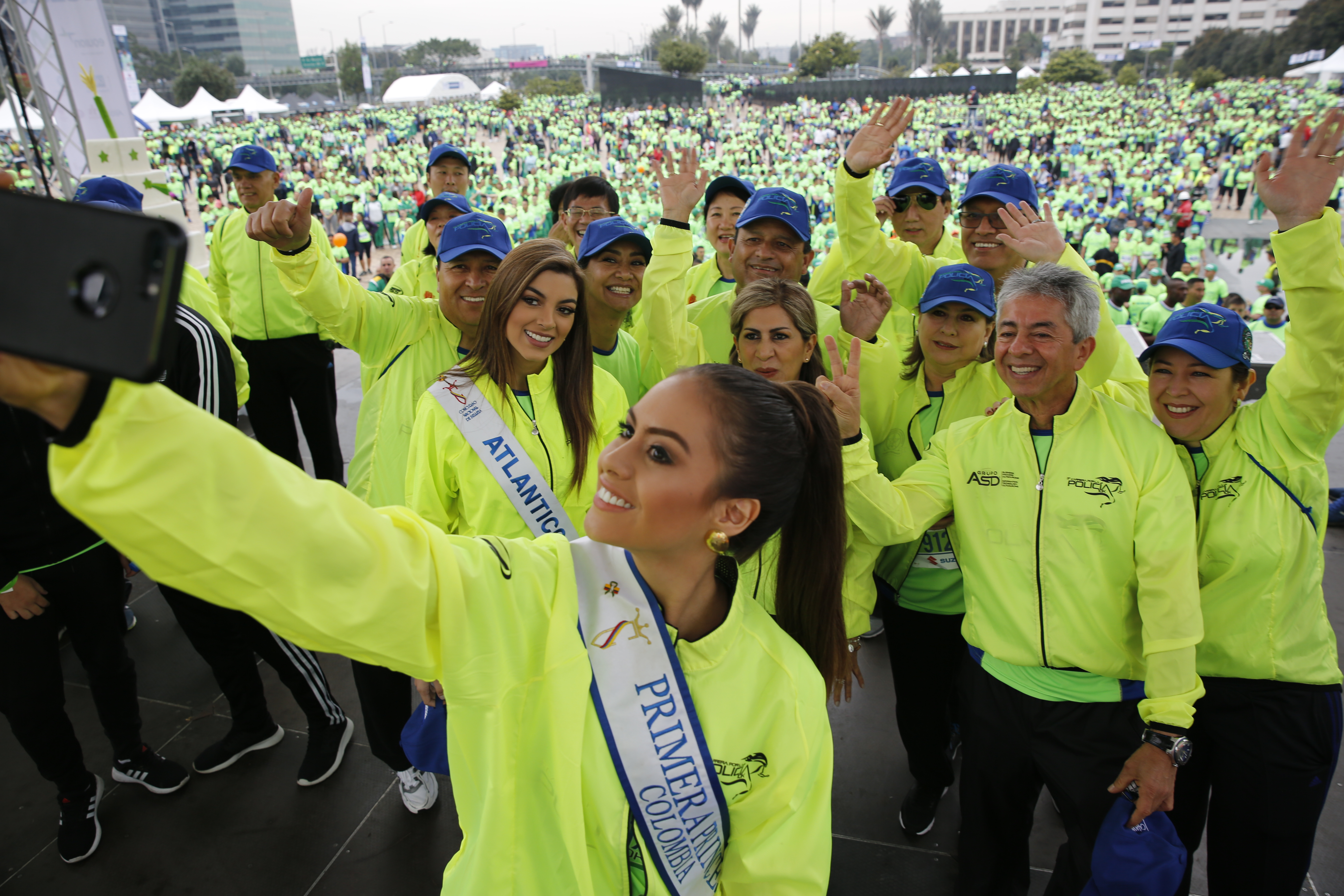
Miss Colombie

Miss Colombie est un titre porté par différentes jeunes femmes de Colombie ayant participé à des concours de beauté. 
Actuellement en Colombie, il y a deux concours nationaux :
- Señorita Colombia est un concours créé en 1934, se déroulant chaque 11 novembre dans la ville de Carthagène. La gagnante représente son pays au concours Miss International alors que ses dauphines sont envoyées à d’autres concours internationaux tels que : Miss Supranational ou encore Reina Hispanoamericana.
- Miss Universe Colombia est un concours créé en 2020. La gagnante se voit l’opportunité de représenter son pays au concours Miss Univers.

Les représentantes de la Colombie aux concours Miss Terre et Miss Monde sont élues dans d'autres concours que le concours national de Beauté.
Le 14 novembre 2022, Sofía Osío (en) est courronnée Miss Colombie.

## Concours National de Señorita Colombia
| Année | Nom                                  | Département                                               |
| ----- | ------------------------------------ | --------------------------------------------------------- |
| 1934  | María Yolanda Emiliani Román         | Bolívar                                                   |
| 1947  | María de la Piedad Gómez Román       | Bolívar                                                   |
| 1949  | Myriam Carolina Sojo Zambrano        | Atlántico                                                 |
| 1951  | María Leonor Navia Orjuela           | Valle del Cauca                                           |
| 1953  | Luz Marina Cruz Lozada               | Valle del Cauca                                           |
| 1955  | Ligia Esperanza Gallón Domínguez     | Santander                                                 |
| 1957  | Doris Inés Gil Santamaría            | Antioquia                                                 |
| 1958  | Luz Marina Zuluaga                   | Caldas                                                    |
| 1959  | María Stella Márquez Zawadzky        | Nariño                                                    |
| 1961  | Sonia de la Candelaria Heidman Gómez | Bolívar                                                   |
| 1962  | Martha Ligia Restrepo González       | Atlántico. La chanson Cumbia Sobre El Mar lui est dédiée. |
| 1963  | Leonor Duplat Sanjuán                | Cúcuta, Norte de Santander                                |
| 1964  | Martha Cecilia Calero Córdoba        | Cali, Valle del Cauca                                     |
| 1965  | Edna Margarita Rudd Lucena           | Ibagué, Tolima                                            |
| 1966  | Elsa María Garrido Cajiao            | Cauca                                                     |
| 1967  | Luz Elena Restrepo González          | Atlántico                                                 |
| 1968  | Margarita María Reyes Zawadzky       | Valle del Cauca                                           |
| 1969  | María Luisa Riasco Velásquez         | Antioquia                                                 |
| 1970  | Piedad Mejía Trujillo                | Caldas                                                    |
| 1971  | María Luisa Lignarolo Martínez       | Atlántico                                                 |
| 1972  | Ana Lucía Agudelo Correa             | Valle del Cauca                                           |
| 1973  | Ella Cecilia Escandón Palacios       | Santander                                                 |
| 1974  | Martha Lucía Echeverry Trujillo      | Valle del Cauca                                           |
| 1975  | María Helena Reyes Abisambra         | Bogota                                                    |
| 1976  | Aura María Mojica Salcedo            | Valle del Cauca                                           |
| 1977  | Mary Shirley Sáenz Starnes           | Bogota                                                    |
| 1978  | Ana Milena Parra Turbay              | Santander                                                 |
| 1979  | María Patricia Arbeláez              | Antioquia                                                 |
| 1980  | Nini Johanna Soto González           | Santander                                                 |
| 1981  | María Teresa Gómez Fajardo           | Antioquia                                                 |
| 1982  | Julie Pauline Sáenz Starnes          | Bogota                                                    |
| 1983  | Susana Caldas Lemaitre               | Bolívar                                                   |
| 1984  | Sandra Eugenia Borda Caldas          | Bolívar                                                   |
| 1985  | María Mónica Urbina Plugiesse        | La Guajira                                                |
| 1986  | María Patricia López Ruiz            | Antioquia                                                 |
| 1987  | Diana Patricia Arévalo Guerra        | Santander                                                 |
| 1988  | María Teresa Eugorrola Hinojosa      | La Guajira                                                |
| 1989  | Lizeth Yamil Mahecha Arévalo         | Atlántico                                                 |
| 1990  | Maribel Judith Gutiérrez Tinoco      | Atlántico                                                 |
| 1991  | Paola Turbay Gómez                   | Bogotá                                                    |
| 1992  | Paula Andrea Betancourt Arroyave     | Amazonas                                                  |
| 1993  | Carolina Gómez Correa                | Bogota                                                    |
| 1994  | Tatiana Leonor Castro Abuchaibe      | Cesar                                                     |
| 1995  | Lina María Gaviria Forero            | Meta                                                      |
| 1996  | Claudia Elena Vásquez Ángel          | Antioquia                                                 |
| 1997  | Silvia Fernanda Ortiz Guerra         | Santander                                                 |
| 1998  | Marianella Maal Paccini              | Atlántico                                                 |
| 1999  | Catalina Inés Acosta Albarracín      | Cundinamarca                                              |
| 2000  | Andrea María Noceti Gómez            | Carthagène des Indes, Bolívar                             |
| 2001  | Vanessa Alexandra Mendoza Bustos     | Chocó                                                     |
| 2002  | Diana Lucía Mantilla Prada           | Santander                                                 |
| 2003  | Catherine Daza Manchola              | Valle del Cauca                                           |
| 2004  | Adriana Cecilia Tarud Durán          | Atlántico                                                 |
| 2005  | Valerie Domínguez Tarud              | Atlántico                                                 |
| 2006  | Eileen Roca Torralvo                 | Cesar                                                     |
| 2007  | Taliana María Vargas Carrillo        | Magdalena                                                 |
| 2008  | Michelle Rouillard Estrada           | Cauca                                                     |
| 2009  | Natalia Navarro Galvis               | Bolívar                                                   |
| 2010  | Catalina Robayo (es)                 | Valle del Cauca                                           |
| 2011  | Daniella Margarita Álvarez Vásquez   | Atlántico                                                 |
| 2012  | Lucía Aldana                         | Valle del Cauca                                           |
| 2013  | Paulina Vega                         | Atlántico                                                 |
| 2014  | Ariadna Gutiérrez                    | Sucre                                                     |
| 2015  | Andrea Tovar                         | Chocó                                                     |
| 2016  | Laura Gonzalez Ospina                | Cartagena De Indias                                       |
| 2017  | Valeria Morales Delgado              | Valle del Cauca                                           |
| 2018  | Gabriela Tafur Náder                 | Valle del Cauca                                           |
| 2019  | María Fernanda Aristizábal Urrea     | Quindío                                                   |
| 2021  | Valentina Espinosa Guzmán            | Bolívar                                                   |
| 2022  | Sofía Osío Luna                      | Atlántico                                                 |

## Concours National de Miss Universe Colombia
| Année | Nom                              | Département     |
| ----- | -------------------------------- | --------------- |
| 2020  | Laura Victoria Olascuaga Pinto   | Bolívar         |
| 2021  | Valeria Maria Ayos Bossa         | Bolívar         |
| 2022  | María Fernanda Aristizábal Urrea | Quindío         |
| 2023  | María Camila Avella Montañez     | Casanare        |
| 2024  | Daniela Toloza Rocha             | Valle del Cauca |

## Classement de la Colombie aux concours internationaux

### Pour Miss Univers
A ce jour[Quand ?], deux candidates ont été sacré Miss Univers, il s’agit de :
- Luz Marina Zuluaga en 1958.
- Paulina Vega en 2014.

### Pour Miss International
A ce jour[Quand ?], trois candidates ont été sacrées Miss International, il s’agit de :
- Mariá Stella Márquez Zawadzky en 1960 ;
- Paulina Margarita Gálvez Pineda en 1999 ;
- Jeymmy Paola Vargas Gómez en 2004.